# Kirche am Stutenteich

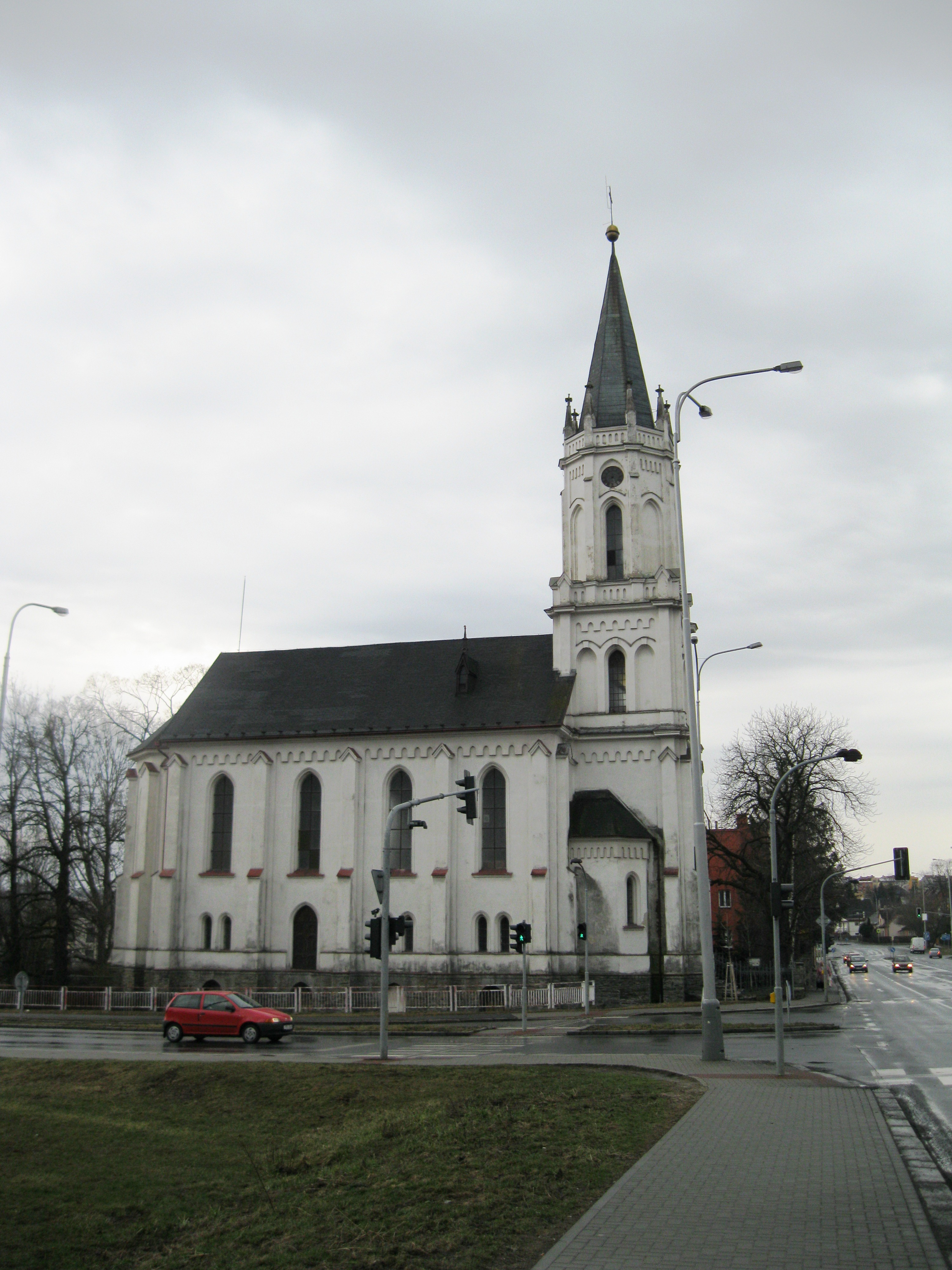
Evangelische Kirche Freudenthal

Die Kirche am Stutenteich ist die evangelische Kirche von Bruntál (deutsch: Freudenthal) im Okres Bruntál in der Mährisch-Schlesischen Region im Nordosten von Tschechien.
Die ursprünglich vom Bergbau geprägte Stadt Freudenthal fiel im 16. Jahrhundert an die Freiherren von Würben, unter denen die Reformation eingeführt wurde. Mit dem Tod des letzten Vertreters, Georg von Würben und Freudenthal († um 1623), nach der Schlacht am Weißen Berg setzte sich die Gegenreformation durch. Erst im mittleren 19. Jahrhundert entstand in der inzwischen von der Textilindustrie geprägten Stadt durch den Zuzug schlesischer und sächsischer Arbeiter wieder eine evangelische Gemeinde, die 1883–1887 nach Plänen des Architekten Hermann Grunner ihre Kirche, einen neugotischen Saalbau mit markantem Westturm, im Innern mit umlaufenden Emporen über gusseisernen Stützen, erhielt. Seit 1945 dient der Kirchenbau der Tschechoslowakischen Hussitischen Kirche.